# Acción de Zuérate de 1977
La acción de Zouerate fue una acción ofensiva de la guerra del Sahara Occidental que tuvo lugar el 1 de mayo de 1977 en Zuérate, Mauritania. 
El objetivo del ataque del Frente Polisario era infligir daños materiales a la actividad minera de la SNIM y el secuestro de civiles franceses empleados en ésta.

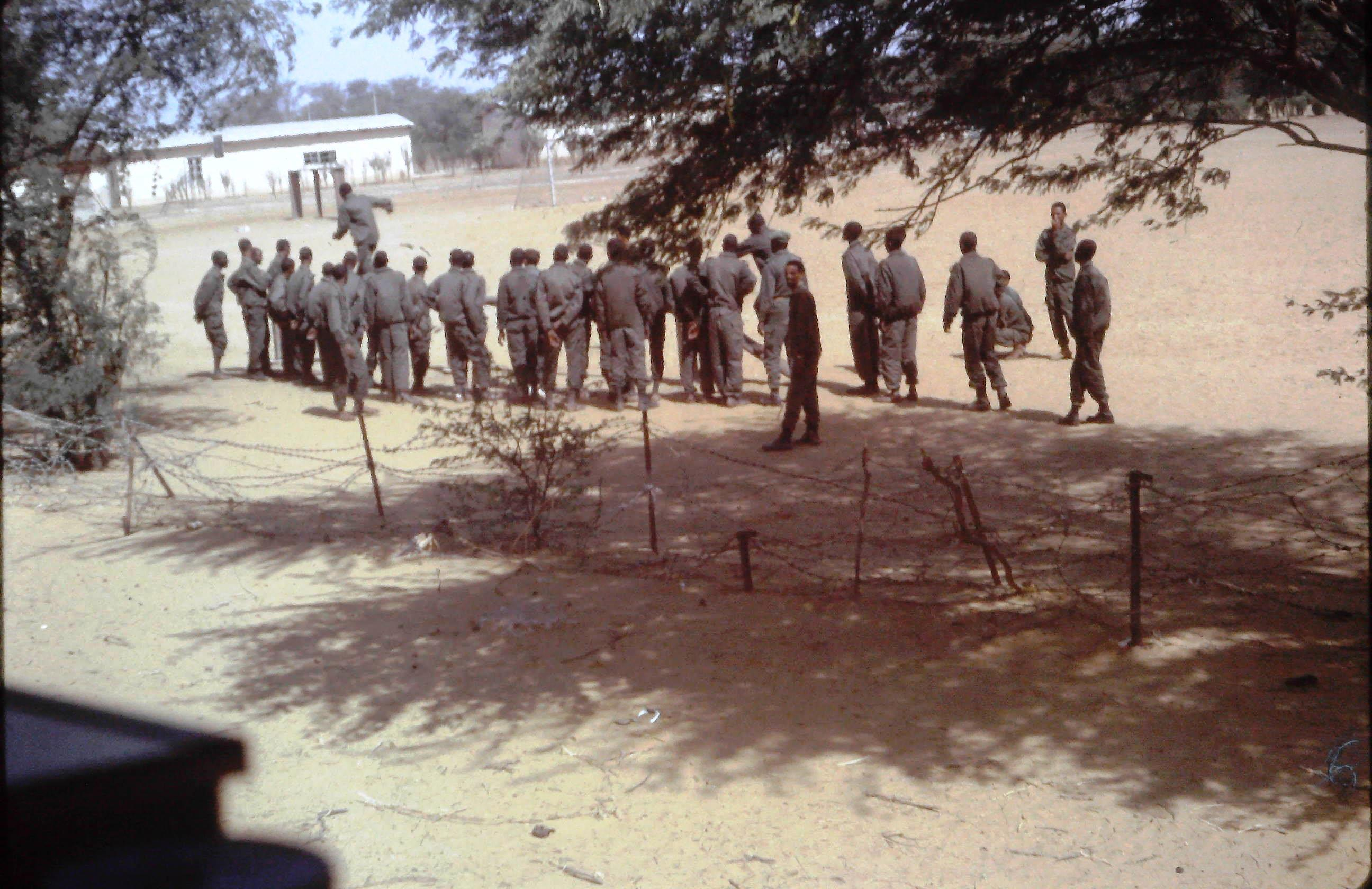
Soldados mauritanos en entrenamiento en 1972. Antes de 1978, el ejército mauritano tenía un tamaño muy limitado.

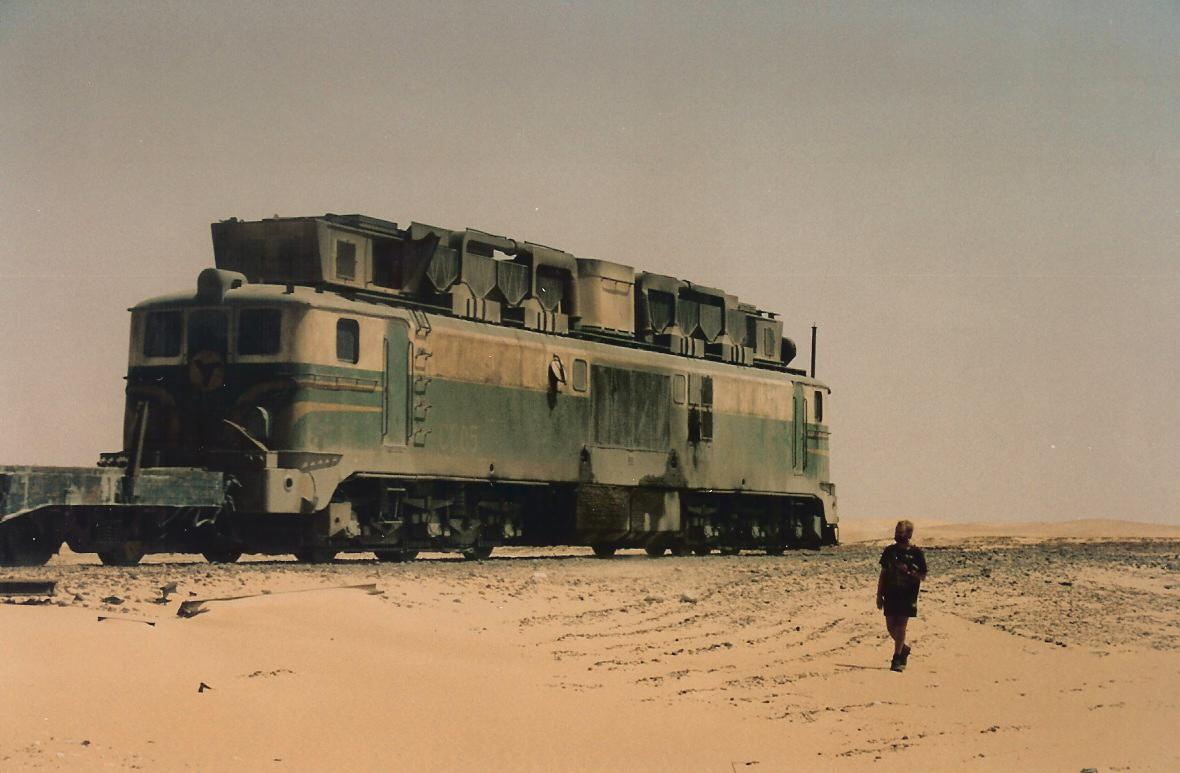
Una locomotora de ferrocarril minero en Zouérate en 1994.

## Desarrollo de la acción
Partiendo de Tinduf y sus alrededores, así como desde la frontera de Mali, tres columnas del Polisario de entre unos 300 y 900 efectivos apoyados por entre 60 y 150 vehículos llegaron a Zouerate el 1 de mayo de 1977. La ciudad está protegida por una guarnición de aproximadamente 1300 efectivos del ejército Mauritano. El ataque se abrió paso a través de las trincheras defensivas de sesenta kilómetros de largo y se dirigió a la zona europea de la población y, durante dos horas, se realizó con armas automáticas, cañones, lanzacohetes y morteros. Fueron atacados los edificios administrativos, la central eléctrica y los depósitos de combustible . Uno de los tres grupos de ataque, cuyo objetivo era el aeropuerto de Zouerate, secuestró a seis civiles franceses en un rancho cercano. Teniendo órdenes de Liamine Zéroual de tomar rehenes, además, fueron capturados Mohamed Baba Fall, prefecto de la ciudad  y Ely Ould Sid'Ahmed M'khailigue, secretario general de la sección sindical de Minas. Además, se produjeron heridos y muertos civiles franceses y mauritanos, entre ellos un médico y un ejecutivo de la estatal SNIM, Sociedad Nacional Industrial y Minera mauritana.
El ejército mauritano, un avión Breguet Atlantic y miembros de los servicios secretos franceses persiguieron en su retirada hacia Argelia al ejército saharaui, infligiendo 50 bajas.

## Consecuencias
El violento ataque tuvo una importante repercusión en occidente. La práctica totalidad del los directivos y empleados franceses de la ciudad minera de Zuérate fueron evacuados. Los daños materiales a las instalaciones de la SNIM, cuya actividad representaba 80 % del producto interior bruto mauritano, debilitaron la economía del país.
El 13 de mayo Moktar Ould Daddah firmó un acuerdo con Marruecos para defender el país del incesante acoso del Polisario. A finales de julio, 600 soldados de las fuerzas armadas reales se instalaron en Zouerate. Serán más de 9.000 soldados a final de año en toda Mauritania, bajo mando marroquí.  
Francia solicitó la liberación de los rehenes cautivos en Argelia. Además Valéry Giscard d'Estaing apoyó a Mauritania contra el Polisario, bombardeando un nuevo intento de invasión sobre Mauritania a principios de diciembre. Los rehenes fueron liberados el 23 de diciembre, restableciéndose las relaciones entre Francia y Argelia.